# Ceryx infranigra
Ceryx infranigra är en fjärilsart som beskrevs av Embrik Strand 1912. Ceryx infranigra ingår i släktet Ceryx och familjen björnspinnare. Inga underarter finns listade i Catalogue of Life.